# Delahaye 145
Delahaye 145 – francuski samochód luksusowy produkowany w latach 1937–1940.

## Opis
W lutym 1937 przedsiębiorstwo Delahaye rozpoczęło prace nad silnikiem V12 o pojemności 4,5 l i mocy 240 KM, który miał wyposażyć nowy model, Delahaye 145. 27 sierpnia 1937 roku francuski kierowca wyścigowy René Dreyfus pobił za pierwszym podejściem rekord toru Montlhéry sportową wersją Delahaye 145 « Grand Prix » uzyskując średnią prędkość 146,654 km/h na odcinku 200 km. W 1938 Dreyfuss tym samym samochodem wygrał Grand Prix Pau oraz Cork International Road Race.

Type 145 « Grand Prix » (1937) na wystawie Rétromobilew Paryżu w 2012.
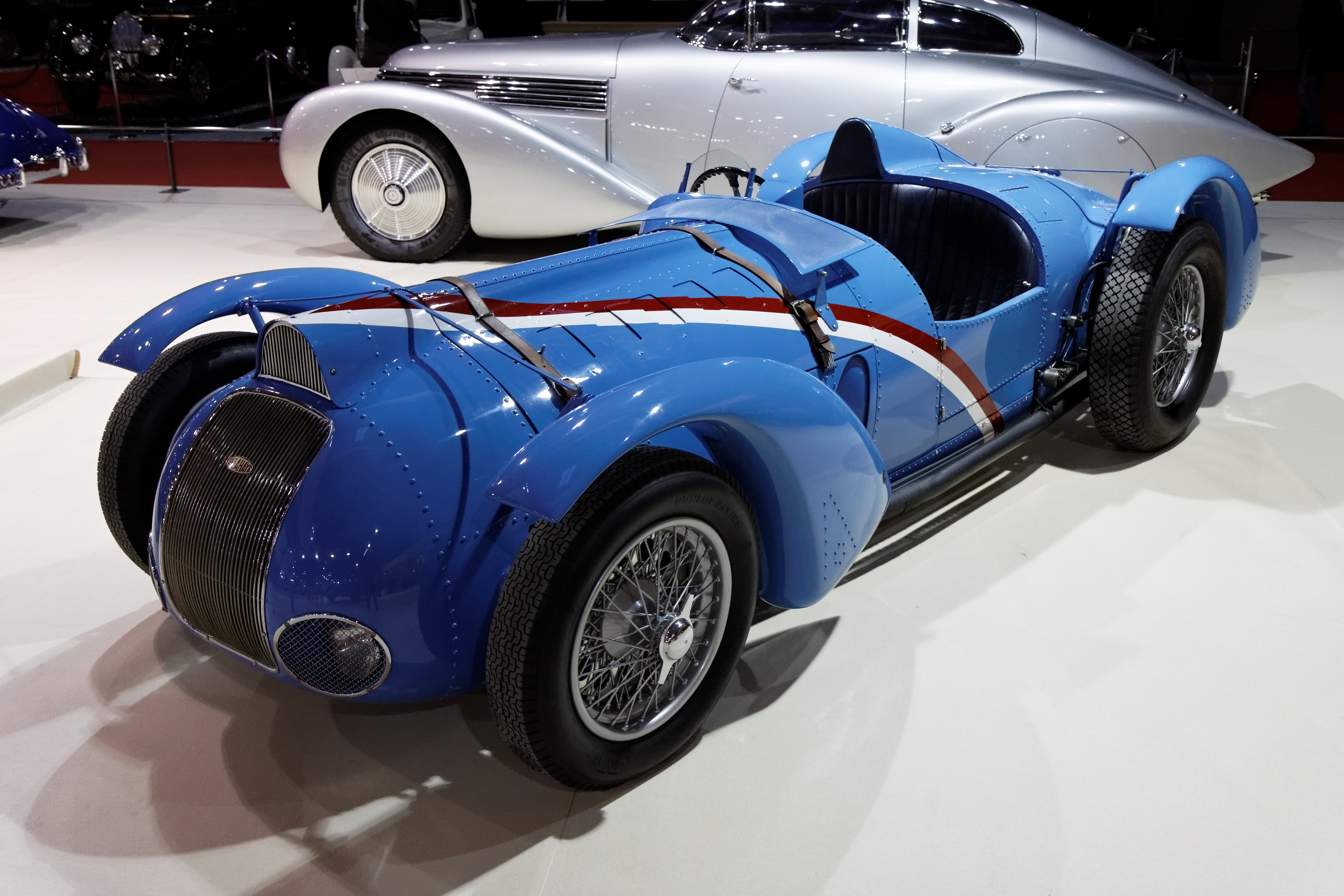
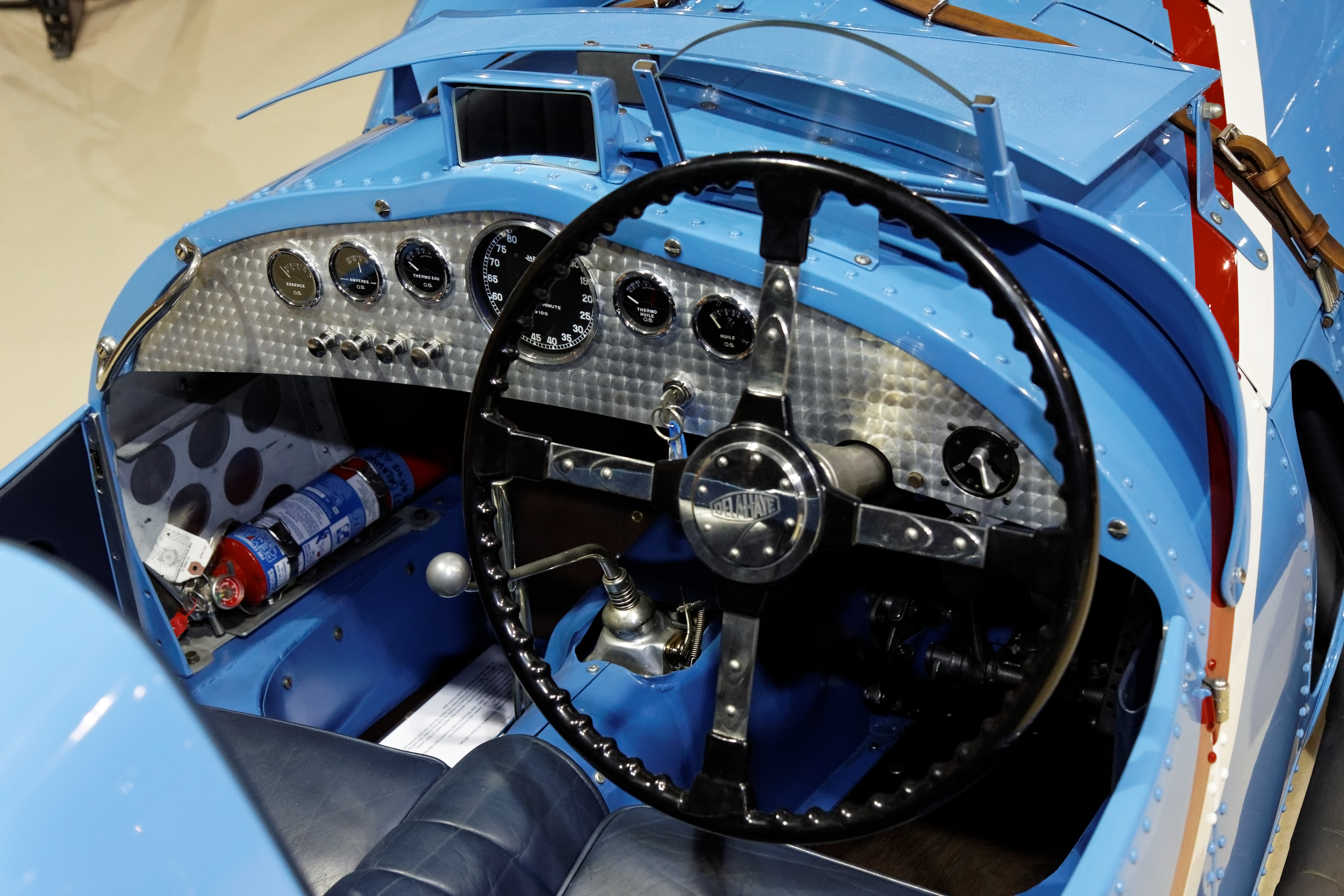